# Copa del Mundo de ciclismo en pista de 1999
La Copa del Mundo de ciclismo en pista de 1999 es la 7.ª edición de la Copa del Mundo de ciclismo en pista. Se celebra del 21 de mayo al 6 de septiembre de 1999 con la disputa de cinco pruebas.

## Pruebas
| Fecha                     | Lugar              |
| ------------------------- | ------------------ |
| 21-23 de mayo de 1999     | Ciudad de México   |
| 28-30 de mayo de 1999     | Frisco             |
| 18-20 de junio de 1999    | Valencia           |
| 27-29 de agosto de 1999   | Fiorenzuola d'Arda |
| 4-6 de septiembre de 1999 | Cali               |

## Resultados

### Masculinos
| Evento                  | Ganador                                                                  | Segundo                                                                   | Tercero                                                                      |
| Ciudad de México        | Ciudad de México                                                         | Ciudad de México                                                          | Ciudad de México                                                             |
| ----------------------- | ------------------------------------------------------------------------ | ------------------------------------------------------------------------- | ---------------------------------------------------------------------------- |
| Keirin                  | Roberto Chiappa                                                          | Marty Nothstein                                                           | Jan van Eijden                                                               |
| Km. contrarreloj        | Hervé Robert Thuet                                                       | Jason Queally                                                             | Matthew Sinton                                                               |
| Velocidad               | Jan van Eijden                                                           | Darryn Hill                                                               | Marty Nothstein                                                              |
| Velocidad por equipos   | Chris Hoy Jason Queally Craig MacLean                                    | Konrad Czajkowski Grzegorz Krejner Marcin Mientki                         | Salvador Meliá José Antonio Villanueva José Antonio Escuredo                 |
| Persecución             | Francis Moreau                                                           | Robert Karśnicki                                                          | Franco Marvulli                                                              |
| Persecución por equipos | Damien Pommereau Cyril Bos Philippe Ermenault Francis Moreau             | Lee Vertongen Gregory Henderson Timothy Carswell Brendon Cameron          | Luis Felipe Laverde Jhon Freddy Garcia Víctor Hugo Herrera Juan David Alzate |
| Puntuación              | Franco Marvulli                                                          | James Carney                                                              | Alexei Garanin                                                               |
| Madison                 | Joan Llaneras Miquel Alzamora                                            | Oleg Grixkin Andrei Minachkine                                            | Timothy Carswell Gregory Henderson                                           |
| Frisco                  |                                                                          |                                                                           |                                                                              |
| Keirin                  | Laurent Gané                                                             | Roberto Chiappa                                                           | Jan van Eijden                                                               |
| Km. contrarreloj        | Sören Lausberg                                                           | Shane Kelly                                                               | Grzegorz Krejner                                                             |
| Velocidad               | Laurent Gané                                                             | Marty Nothstein                                                           | Jan van Eijden                                                               |
| Velocidad por equipos   | Konrad Czajkowski Grzegorz Krejner Marcin Mientki                        | Danny Day Gary Neiwand Shane Kelly                                        | Jan van Eijden René Wolff Sören Lausberg                                     |
| Persecución             | Christian Vande Velde                                                    | Mauro Trentini                                                            | Luke Roberts                                                                 |
| Persecución per equipos | Graeme Brown Nigel Grigg Brett Lancaster Luke Roberts                    | Damien Pommereau Cyril Bos Philippe Ermenault Francis Moreau              | Adam Laurent Michael Tillman Christian Vande Velde Thomas Mulkey             |
| Puntuación              | Brian Walton                                                             | Luis Fernando Sepúlveda                                                   | Franz Stocher                                                                |
| Madison                 | Juan Curuchet Gabriel Curuchet                                           | Isaac Gálvez Miquel Alzamora                                              | Roland Garber Franz Stocher                                                  |
| Valencia                |                                                                          |                                                                           |                                                                              |
| Keirin                  | Frédéric Magné                                                           | Jens Fiedler                                                              | David Cabrero                                                                |
| Km. contrarreloj        | Jason Queally                                                            | Stefan Nimke                                                              | Damien Gérard                                                                |
| Velocidad               | Florian Rousseau                                                         | Jens Fiedler                                                              | Roberto Chiappa                                                              |
| Velocidad por equipos   | Jens Fiedler Eyk Pokorny Stefan Nimke                                    | Florian Rousseau Frédéric Magné Damien Gérard                             | Bartłomiej Grzegorz Krejner Marcin Mientki                                   |
| Persecución             | Robert Bartko                                                            | Sergiy Matveyev                                                           | Mauro Trentini                                                               |
| Persecución por equipos | Thorsten Rund Christian Lademann Daniel Becke Guido Fulst                | Alexandre Simonenko Ruslan Pidgornyy Sergiy Chernyavsky Olexander Fedenko | Mario Benetton Cristian Bianchini Mauro Trentini Cristiano Citton            |
| Puntuación              | Vasyl Iakovlev                                                           | Kouji Yoshii                                                              | Matthew Gilmore                                                              |
| Madison                 | Juan Curuchet Gabriel Curuchet                                           | Guido Fulst Thorsten Rund                                                 | Jimmi Madsen Anders Kristensen                                               |
| Fiorenzuola d'Arda      |                                                                          |                                                                           |                                                                              |
| Keirin                  | No disputado por mal tiempo                                              |                                                                           |                                                                              |
| Km. contrarreloj        | Sören Lausberg                                                           | Dimitris Georgalis                                                        | Igor Troyanovskyi                                                            |
| Velocidad               | Roberto Chiappa                                                          | Laurent Gané                                                              | Ainārs Ķiksis                                                                |
| Velocidad por equipos   | Chris Hoy Jason Queally Craig MacLean                                    | José Antonio Escuredo Diego Ortega José Manuel Moreno                     | George Chimonetos Dimitris Georgalis Labros Vassilopoulos                    |
| Persecución             | Jens Lehmann                                                             | Aleksei Markov                                                            | Andrea Collinelli                                                            |
| Persecución por equipos | Alexandre Simonenko Sergiy Matveyev Sergiy Chernyavsky Olexander Fedenko | Mirko Crepaldi Andrea Collinelli Marco Villa Cristiano Citton             | Vladislav Boríssov Vladimir Karpets Denis Smyslov Aleksei Markov             |
| Puntuación              | Silvio Martinello                                                        | Cho Ho-sung                                                               | Jakob Piil                                                                   |
| Madison                 | Brett Aitken Scott McGrory                                               | Silvio Martinello Marco Villa                                             | Matthew Gilmore Etienne De Wilde                                             |
| Cali                    |                                                                          |                                                                           |                                                                              |
| Keirin                  | Shinichi Ota                                                             | José Antonio Escuredo                                                     | Christian Arrue                                                              |
| Km. contrarreloj        | Arnaud Tournant                                                          | Garen Bloch                                                               | Neil Campbell                                                                |
| Velocidad               | Mickaël Bourgain                                                         | Vincent Le Quellec                                                        | Christian Arrue                                                              |
| Velocidad por equipos   | Arnaud Tournant Vincent Le Quellec Mickaël Bourgain                      | Jaroslav Jeřábek Peter Bazálik Ján Lepka                                  | Craig McLean Neil Campbell Craig Percival                                    |
| Persecución             | Stefan Steinweg                                                          | Luke Roberts                                                              | Mariano Friedick                                                             |
| Persecución por equipos | Luke Roberts Brett Lancaster Graeme Brown Nigel Grigg                    | Michael Sandstød Jimmi Madsen Jacob Nielsen Jakob Piil                    | Carlos Torrent Xavier Florencio Joan Llaneras Santos González                |
| Puntuación              | Juan Esteban Curuchet                                                    | Zbigniew Wyrzykowski                                                      | Nigel Grigg                                                                  |
| Madison                 | Joan Llaneras Miquel Alzamora                                            | Juan Curuchet Gabriel Curuchet                                            | Stefan Steinweg Mario Vonhof                                                 |

### Femeninos
| Evento              | Ganadora             | Segunda            | Tercera              |
| Ciudad de México    | Ciudad de México     | Ciudad de México   | Ciudad de México     |
| ------------------- | -------------------- | ------------------ | -------------------- |
| 500 m. contrarreloj | Tanya Dubnicoff      | Nancy Contreras    | Oxana Grishina       |
| Velocidad           | Tanya Dubnicoff      | Jennie Reed        | Oxana Grishina       |
| Persecución         | Rasa Mažeikytė       | Yvonne McGregor    | Leontien van Moorsel |
| Puntuación          | Mandy Poitras        | Antonella Bellutti | Olga Slyusareva      |
| Frisco              |                      |                    |                      |
| 500 m. contrarreloj | Félicia Ballanger    | Tanya Dubnicoff    | Jiang Cuihua         |
| Velocidad           | Félicia Ballanger    | Tanya Dubnicoff    | Wang Yan             |
| Persecución         | Erin Veenstra        | Sarah Ulmer        | Natalia Karimova     |
| Puntuación          | Olga Slyusareva      | Alayna Burns       | Anke Wichmann        |
| Valencia            |                      |                    |                      |
| 500 m. contrarreloj | Félicia Ballanger    | Jiang Cuihua       | Nancy Contreras      |
| Velocidad           | Félicia Ballanger    | Jennie Reed        | Magali Faure         |
| Persecución         | Rasa Mažeikytė       | Judith Arndt       | Lucy Tyler Sharman   |
| Puntuación          | Belem Guerrero       | Judith Arndt       | Antonella Bellutti   |
| Fiorenzuola d'Arda  |                      |                    |                      |
| 500 m. contrarreloj | No disputada         |                    |                      |
| Velocidad           | Félicia Ballanger    | Wang Yan           | Jiang Cuihua         |
| Persecución         | Leontien van Moorsel | Marion Clignet     | Elena Tchalykh       |
| Puntuación          | Elena Tchalykh       | Antonella Bellutti | Magali Faure         |
| Cali                |                      |                    |                      |
| 500 m. contrarreloj | Tanya Dubnicoff      | Kathrin Freitag    | Jiang Cuihua         |
| Velocidad           | Tanya Dubnicoff      | Michelle Ferris    | Tanya Lindenmuth     |
| Persecución         | Marion Clignet       | Sarah Ulmer        | Natalia Karimova     |
| Puntuación          | Marion Clignet       | Belem Guerrero     | Edita Kubelskiene    |

## Clasificaciones

### Países
| Rang | País/Equip     | C. México | Frisco | Valencia | Fiorenzuola | Cali | Total |
| ---- | -------------- | --------- | ------ | -------- | ----------- | ---- | ----- |
| 1    | Francia        | -         | -      | -        | -           | -    | 384   |
| 2    | Alemania       | -         | -      | -        | -           | -    | 293   |
| 3    | Estados Unidos | -         | -      | -        | -           | -    | 270   |
| 4    | Australia      | -         | -      | -        | -           | -    | 206   |
| 5    | Italia         | -         | -      | -        | -           | -    | 201   |
| 6    | España         | -         | -      | -        | -           | -    | 172   |
| 7    | Reino Unido    | -         | -      | -        | -           | -    | 171   |
| 8    | Rusia          | -         | -      | -        | -           | -    | 163   |
| 9    | Nueva Zelanda  | -         | -      | -        | -           | -    | 130   |
| 10   | Canadá         | -         | -      | -        | -           | -    | 123   |

### Masculinos
| Pos. | Ciclista        | Mex | Fri | Val | Fio | Cal | Pts |
| 1.   | Roberto Chiappa | 12  | 10  | 5   | -   | -   | 27  |
| 2.   | Marty Nothstein | 10  | 7   | -   | -   | -   | 17  |
| 3.   | Jan van Eijden  | 8   | 8   | -   | -   | -   | 16  |
| 4.   | Christian Arrue | -   | -   | 7   | -   | 8   | 15  |
| 5.   | Pavel Buráň     | 4   | 3   | 6   | -   | -   | 13  |

| Pos. | Ciclista         | Mex | Fri | Val | Fio | Cal | Pts |
| 1.   | Sören Lausberg   | 6   | 12  | -   | 12  | -   | 30  |
| 2.   | Grzegorz Krejner | 7   | 8   | 7   | -   | -   | 22  |
|      | Jason Queally    | 10  | -   | 12  | -   | -   | 22  |
| 4.   | Garren Bloch     | -   | -   | 4   | 6   | 10  | 20  |
| 5.   | Matthew Sinton   | 8   | 4   | -   | 4   | -   | 18  |

| Pos. | Ciclista         | Mex | Fri | Val | Fio | Cal | Pts |
| 1.   | Jan van Eijden   | 12  | 8   | -   | 7   | -   | 27  |
| 2.   | Roberto Chiappa  | 3   | 3   | 8   | 12  | -   | 26  |
| 3.   | Laurent Gané     | -   | 12  | -   | 10  | -   | 22  |
| 4.   | Christian Arrue  | 6   | 6   | -   | -   | 8   | 20  |
| 5.   | Florian Rousseau | 7   | -   | 12  | -   | -   | 19  |

| Pos. | Ciclista         | Mex | Fri | Val | Fio | Cal | Pts |
| 1.   | Luke Roberts     | -   | 8   | -   | -   | 10  | 18  |
|      | Mauro Trentini   | -   | 10  | 8   | -   | -   | 18  |
| 3.   | Franco Marvulli  | 8   | 6   | -   | 3   | -   | 17  |
| 4.   | Robert Karśnicki | 10  | 3   | -   | 1   | -   | 14  |
|      | Paul Manning     | 6   | 2   | -   | -   | 6   | 14  |

| Pos. | Equip       | Mex | Fri | Val | Fio | Cal | Pts |
| 1.   | Reino Unido | 12  | 7   | 6   | 12  | 8   | 45  |
| 2.   | España      | 8   | 5   | 7   | 10  | -   | 30  |
|      | Polonia     | 10  | 12  | 8   | -   | -   | 30  |
| 4.   | Alemania    | 5   | 8   | 12  | 1   | -   | 26  |
| 5.   | Francia     | 3   | -   | 10  | -   | 12  | 25  |

| Pos. | Equip       | Mex | Fri | Val | Fio | Cal | Pts |
| 1.   | Francia     | 12  | 10  | 6   | 4   | -   | 32  |
| 2.   | España      | 5   | 5   | 4   | 6   | 8   | 28  |
| 3.   | Australia   | -   | 12  | -   | -   | 12  | 24  |
| 4.   | Ucrania     | -   | -   | 10  | 12  | -   | 22  |
| 5.   | Reino Unido | 2   | 4   | 7   | 5   | -   | 18  |

| Pos. | Ciclista                | Mex | Fri | Val | Fio | Cal | Pts |
| 1.   | Cho Ho-sung             | -   | -   | -   | 10  | 7   | 17  |
| 2.   | Zbigniew Wyrzykowski    | -   | -   | 5   | 2   | 10  | 17  |
| 3.   | James Carney            | 10  | -   | 1   | -   | 5   | 16  |
|      | Juan Esteban Curuchet   | 4   | -   | -   | -   | 12  | 16  |
|      | Luis Fernando Sepulveda | -   | 10  | -   | -   | 6   | 16  |

| Pos. | Ciclista  | Mex | Fri | Val | Fio | Cal | Pts |
| 1.   | Argentina | 3   | 12  | 12  | -   | 10  | 37  |
|      | España    | 12  | 10  | 3   | -   | 12  | 37  |
| 3.   | Australia | -   | 7   | -   | 12  | -   | 19  |
| 4.   | Alemania  | -   | -   | 10  | -   | 8   | 18  |
|      | Italia    | 7   | 1   | -   | 10  | -   | 18  |

### Femeninos
| Pos. | Ciclista           | Mex | Fri | Val | Fio | Cal | Pts |
| 1.   | Antonella Bellutti | 10  | -   | 8   | 10  | -   | 28  |
| 2.   | Belem Guerrero     | -   | -   | 12  | -   | 10  | 22  |
| 3.   | Olga Slyusareva    | 8   | 12  | -   | -   | -   | 20  |
| 4.   | Alayna Burns       | -   | 10  | -   | -   | 6   | 16  |
|      | Mandy Poitras      | 12  | -   | -   | -   | 4   | 16  |

| Pos. | Ciclista          | Mex | Fri | Val | Fio | Cal | Pts |
| 1.   | Tanya Dubnicoff   | 12  | 10  | -   | -   | 12  | 34  |
| 2.   | Jiang Cuihua      | -   | 8   | 10  | -   | 8   | 26  |
| 3.   | Félicia Ballanger | -   | 12  | 12  | -   | -   | 24  |
|      | Nancy Contreras   | 10  | 6   | 8   | -   | -   | 24  |
| 5.   | Oxana Grishina    | 8   | 7   | -   | -   | -   | 15  |

| Pos. | Ciclista          | Mex | Fri | Val | Fio | Cal | Pts |
| 1.   | Félicia Ballanger | -   | 12  | 12  | 12  | -   | 36  |
| 2.   | Tanya Dubnicoff   | 12  | 10  | -   | -   | 12  | 34  |
| 3.   | Wang Yan          | -   | 8   | -   | 10  | 7   | 25  |
| 4.   | Jennie Reed       | 10  | 3   | 10  | -   | -   | 23  |
| 5.   | Magali Faure      | -   | -   | 8   | 7   | 4   | 19  |

| Pos. | Ciclista             | Mex | Fri | Val | Fio | Cal | Pts |
| 1.   | Rasa Mažeikytė       | 12  | 3   | 12  | 7   | -   | 34  |
| 2.   | Marion Clignet       | -   | 1   | -   | 10  | 12  | 23  |
| 3.   | Sarah Ulmer          | -   | 10  | -   | -   | 10  | 20  |
|      | Leontien van Moorsel | 8   | -   | -   | 12  | -   | 20  |
| 5.   | María Luisa Calle    | 2   | 4   | 6   | -   | 6   | 18  |